# Basque Culinary Center
Basque Culinary Center або Баскський кулінарний центр — кулінарний фонд, що базується в Сан-Себастіан в регіоні Басків у Іспанії. Створений у 2009 році Мондрагонським університетом та групою видатних баскських шеф-кухарів, як тренінговий, дослідницький та інноваційний проєкт, спрямований на розвиток кулінарного сектору басків та поєднання кулінарії з менеджментом, наукою і іншими суміжними дисциплінами.
Баский кулінарний центр складається з двох напрямків: факультет гастрономічних наук в університеті Мондрагона, який першим в Іспанії почав готувати спеціалістів з гастрономії на університетському рівні; та інноваційно-дослідницький центр у сфері харчування та гастрономії. Кампус установи був відкритий у жовтні 2011 року.

## Рада
Рада Баскського кулінарного центру складається з шеф-кухарів, які відіграли активну роль у запуску ініціативи та продовжують бути тісно пов'язаними з проєктом (Хуан Марі Арзак, Мартін Берасатегву, Педро Сібіяна, Карлос Аргуюньяно, Андоні Луїс Адуріз); університет Мондрагона; державні органи, включаючи уряд Басків; міська рада Сан-Себастіана; провідні компанії в харчовій промисловості: Fagor, Eroski, Martiko, Heineken, Covap, Pernod Ricard-Domecq Bodegas тощо.